# Get Into You
Get Into You è il secondo album in studio internazionale della cantante australiana Dannii Minogue, pubblicato nel 1993. 

## Tracce
1. This Is It (Van McKoy) - 3:42
2. Love's on Every Corner (D. Poku, Cathy Dennis, P. Taylor) - 4:16
3. Until We Meet Again (Steve Hurley, Chantay Savage) - 4:25
4. Tonight's Temptation (A. Moody, T. Wilentz, D. Minogue) - 5:59
5. Be Careful (Davidge, Piken) - 5:09
6. I Dream (K. Hairston, D. Minogue) - 4:38
7. Show You the Way to Go (K. Gamble, L. Huff) - 4:24
8. Lucky Tonight (C. Boureally, D. Minogue, R. Davis, D. Jones) - 3:49
9. This Is the Way (Ward, Baylis, Kennedy) - 4:00
10. Get Into You (Mike Percy, Tim Lever), Tracey Ackerman) - 4:12
11. If You Really (S. Hurley, J. Principal, C. Savage) - 4:03
12. Wish You'd Stop Wishing (Eric Foster White) - 5:11
13. Kiss and Make Up (C. Bourelly, R. Davis, D. Minogue) - 4:17
14. Show You The Way to Go (12" version) - 8:02